# Beldanga
Beldanga là một thành phố và khu đô thị của quận Murshidabad thuộc bang Tây Bengal, Ấn Độ.

## Địa lý
Beldanga có vị trí 23°56′B 88°15′Đ / 23,93°B 88,25°Đ Nó có độ cao trung bình là 20 mét (65 foot).

## Nhân khẩu
Theo điều tra dân số năm 2001 của Ấn Độ, Beldanga có dân số 25.361 người. Phái nam chiếm 52% tổng số dân và phái nữ chiếm 48%. Beldanga có tỷ lệ 67% biết đọc biết viết, cao hơn tỷ lệ trung bình toàn quốc là 59,5%: tỷ lệ cho phái nam là 72%, và tỷ lệ cho phái nữ là 62%. Tại Beldanga, 13% dân số nhỏ hơn 6 tuổi.